# Eberbach-Seltz

Eberbach-Seltz este o comună în departamentul Bas-Rhin, Franța. În 1 ianuarie 2022 avea o populație de 433 de locuitori.